# Roberto Maragliano
Roberto Maragliano (Genova, 26 febbraio 1946) è un pedagogista italiano.

## Biografia
Laureato in Filosofia nel 1970 presso l’Università di Roma, nei primi anni settanta è borsista del CNR a Roma, dove si occupa di didattica della matematica; comincia intanto a collaborare con il Centro Nazionale Italiano di Tecnologie Educative, diretto da Aldo Visalberghi, dove si avvicina allo studio delle tecnologie per la didattica.
Inizia il percorso accademico come docente incaricato di Pedagogia all’Università di Sassari e poi in quella di Firenze. Vincitore di concorso per la prima fascia dell’area Pedagogia, dal 1981 è professore straordinario e poi ordinario presso la Facoltà di Magistero dell’Università di Lecce. Dal 1985 e fino al pensionamento è ordinario di Didattica all’Università di Roma “La Sapienza” e poi all'Università Roma Tre, dove tra il 1995 e il 2004 è stato membro del Consiglio di amministrazione e nel 1990 ha fondato il Laboratorio di Tecnologie Audiovisive.
Il centro della sua ricerca è sempre stato il ruolo dei media nel rapporto fra i soggetti e i saperi, per il quale è stato a livello nazionale un pioniere. Negli anni più recenti ha sperimentato le nuove vie che gli ambienti digitali e le pratiche di self publishing offrono al mondo dell’editoria.

## Incarichi pubblici
A partire dai primi anni ottanta ha ricevuto numerosi incarichi istituzionali, dai Ministri  Bodrato, Falcucci,  Berlinguer, Moratti, Mussi e Profumo. In particolare, nel 1997, viene incaricato dal Ministro Berlinguer di coordinare la commissione ministeriale cosiddetta “dei Saggi”, destinata a individuare ‘Le conoscenze fondamentali per l’apprendimento dei giovani nella scuola italiana dei prossimi decenni’.

## Pubblicazioni
- Didattica del libro. L’insegnante come tipografo, Roma, Anicia, 1992
- La tecnologia fa scuola. Didattica, letteratura, massmedia, Roma, Anicia, 1992
- Manuale di didattica multimediale, Roma-Bari, Laterza, 1996 (poi Nuovo manuale di didattica multimediale,  1998)
- Esseri multimediali. Immagini del bambino di fine millennio, Firenze, La Nuova Italia, 1996
- Tre ipertesti su multimedialità e formazione, Roma-Bari, Laterza, 1998
- La scuola dei tre no, Roma-Bari, Laterza, 2003
- Pedagogie dell’e-learning, cura, Roma-Bari, Laterza, 2004
- Parlare le immagini. Punti di vista, Milano, Apogeo, 2008
- Scrivere. Formarsi e formare dentro gli ambienti della comunicazione digitale, Bologna, Luca Sossella Editore, 2019
- Zona franca. Per una scuola inclusiva del digitale, Roma, Armando Editore, 2019